# 小澤重男
小澤 重男（小沢 重男、おざわ しげお、1926年8月18日 - 2017年3月21日）は、日本のモンゴル語学者。

## 略歴
東京生まれ。1947年東京外事専門学校蒙古科卒業。1951年東京大学文学部言語学科卒業。1951年東京外国語大学講師、助教授、教授、1977年「中世蒙古語形態論の研究」で東洋大学文学博士。89年東京外大を定年退官、名誉教授。モンゴル語の研究に従事。モンゴル国立ウランバートル大学名誉教授、内蒙古大学名誉教授、モンゴル科学アカデミー海外会員・国際モンゴル学会会長・日本モンゴル学会名誉会長。

## 著書
- 『モンゴール語四週間』大学書林 1963
- 『日蒙会話練習帖』編 大学書林 1964
- 『モンゴール語基礎1500語』編 大学書林 1965
- 『日本語で引く英・蒙・土対照単語』編 大学書林 1966
- 『古代日本語と中世モンゴル語その若干の単語の比較研究』風間書房 1968
- 『モンゴル語の話』大学書林語学文庫 1968
- 『素顔のモンゴル 未踏のアルタイ山塊に挑む』芙蓉書房 1970
- 『現代のモンゴル 草原と砂漠の国』ベルブックス 日本交通公社 1972
- 『モンゴル語の話』大学書林 1978
- 『モンゴル語と日本語』弘文堂 1978
- 『中世蒙古語諸形態の研究』開明書院 1979
- 『日本語の故郷を探る モンゴル語圏から』講談社現代新書 1979
- 『現代モンゴル語辞典』大学書林 1983
- 『元朝秘史全釈』上中下、風間書房 1984-86
- 『元朝秘史全釈続攷』上中下、風間書房 1987-89
- 『元朝秘史蒙古語文法講義』風間書房 1993
- 『元朝秘史』岩波新書 1994
- 『蒙古語文語文法講義』大学書林 1997
- 『元朝秘史蒙古語文法講義 続講』風間書房 2000
- 『元朝秘史蒙古語文法講義 終講 上』風間書房 2005

### 共著
- 『モンゴルという国』鯉渕信一共著 読売新聞社 1992

### 翻訳
- Чойжамцьiн Ойдов『道』大学書林語学文庫 訳注 1966
- 『モンゴル民話集』大学書林語学文庫 訳注 1968
- D.Tomortogoo『現代蒙英日辞典』蓮見治雄共編・訳 開明書院 1979
- 『元朝秘史』岩波文庫 上下 1997

## 論文
- <小澤重男